# Киршнер, Герман
Герман Киршнер (Кюршнер; 1910 — после 1977) — сотрудник германской военной разведки, капитан, диверсант, кавалер Железного креста 1-го и 2-го класса.

## Биография
Родился в 1910 году в городе Майн на Рейне. В Германской армии с 1 ноября 1929 года. В декабре 1939 года получил письмо от своего знакомого сотрудника Абвер 2 Главного Штаба Вооружённых сил Германи Гофмана, Иозефа, с предложением вступить в войсковое соединение, занимающееся специальными заданиями. В ответном письме Киршнер написал Гофмену, что поэтому вопросу им необходимо встретиться лично. 1 Января 1940 года при встрече Гофман пояснил ему, что батальон в который он предлагает ему вступить, является одним из частей Абвер 2 и что это соединение по распоряжению Главного Штаба вооружённых сил Германии выполняет особые задания в тылу противника.
После поступления на службу в Батальон Бранденбург 800 Киршнер дал согласие и 20 января 1940 года был направлен в распоряжение данного батальона. По прибытии в батальон 23 января 1940 года Киршнер подписал командиру батальона Теодору фон Хиппелю о неразглашении своей службы в соединении Бранденбург 800, которое условно именовалось Строительно-учебным батальоном.
Проходя службу в данном батальоне в течение февраля-марта 1940 года, Киршнер дважды направлялся на разведывательно-диверсионные курсы при Бранденбург 800 в поместье Квенц, близ города Бранденбург, где каждый раз он обучался по 15 дней. На этих курсах он получил подготовку как диверсант, а также обучился методам разведывательной и контрразведывательной работы в разрезе работы Абвер 2.
После окончания курсов в поместье Квенцем капитаном Теодором фон Хипелем Киршнеру было поручено формирование ударного взвода Вест-Цуг из числа солдат немецкой армии, знающих голландский язык, для операции в Голландии. В течение февраля-марта 1940 года Киршнер занимался формированием данного взвода и его обучением разведывательно-диверсионному делу. В конце марта 1940 года Киршнер был вызван в ОКВ Германии в Берлин к полковнику Штольце, который ознакомил его с планом Унтернемен Танте, задачей которого был захват мостов на канале Юлианны на голландско-бельгийской границе, и приказал Киршнеру совместно с личным составом взвода Вест-Цуг его осуществить.
В начале апреля 1940 года Герман со взводом выехал в Эркеленц в 40 километрах от голландско-немецкой границы. По прибытии в Эркеленц Киршнер связался с начальником отдела 1-А 6 армии майором Пальцо и начальником отдела 1-А 7 дивизии подполковником Райхельдотом, от которых он получил фотографии местности, где должна была проходить операция, агентурные сведения об охране мостов и их состоянии и ознакомился с оперативным планом данной операции.

## Операции на территории Бельгии и Голландии
Для перепроверки материалов отдел 1-ЦИ 1-А Киршнер совместно с лейтенантом Клайном три раза переходил голландско-немецкую границу для уточнения сведении данных отделов и изучения местности, где он со своим взводом должен был провести операцию Унтермен Танте. В ночь на 10 мая 1940 года Герман со своим взводом в форме солдат голландской армии и голландской жандармерии нелегально перешёл границу и утром 10 мая 1940 года захватил четыре моста на голландско-бельгийской границе и обеспечил немецким войскам проход на территорию Бельгии. В данной операции со стороны голландского гарнизона, охранявшего эти стратегические объекты, были убитые и раненые, а также около 180 солдат и офицеров было взято в плен. За успешное проведение данной операции генералом Фрайгером фон Габеленцом Киршнер был награждён Железным крестом 2-го класса и адмиралом Канарисом Железным крестом 1-го класса.

## Операции на территории СССР
В ночь с 21 на 22 июня 1941 года в 10-ти километрах от города Перемышль в районе польской деревни Валаве Киршнеру было поручено командиром батальона Бранденбург 800 майором Хайнцем совместно с 228-м пехотным полком 101-дивизии было приказано форсировать реку Сан, закрепиться и подготовиться к дальнейшему наступлению. По выполнении данной операции он совместно с ротой в течение 5-6 дней находился в данном районе и принимал участие в небольших боевых операциях с частями советской армии. Примерно 30 июня 1941 года Киршнер с ротой был переброшен в район Львова, где от майора Хайнца он получил задание в период наступления немецкой армии на Львов захватить в городе электростанцию, казармы и склад боеприпасов.
1 июля 1941 года он совместно с войсками немецкой армии вступил в Львов и захватил указанные объекты, которые в течение одной недели охранял 4-й ротой. 1 августа 1941 года 2-я и 4 роты были направлены в Бранденбург и до июля 1942 года занимались общевойсковой подготовкой.
В начале августа 1942 года Киршнер с ротой прибыл в город Ровенки. В Равенки командиром полка Бранденбург 800 Гелин фон Ланценауэром, согласно личному приказу Гитлера, ему была поручена разработка плана по захвату моста через реку Кубань в районе станицы Варениковской. Им был разработан план по захвату данного моста, план заключался в следующем: 1-й взвод под командованием лейтенанта Херла в форме красноармейцев выбрасывался с самолётов в тыл противника в районе станицы Варениковской, которому ставилась задача произвести разведку в районе моста и при наличии достаточных сил захватить его, тем самым внести дезорганизацию в тылу советской армии в период наступления немцев. Одновременно после выполнения 1-м взводом поставленной задачи Киршнер с остальным составом 4-й роты должен был выброситься в районе моста, а также не допустить отступления через него советских войск и обеспечить их разгром немцами на южном берегу Кубани и окружение с северного берега.
Разработанная им операция по захвату моста в тылу советской армии на реке Кубань была утверждена полковником Гелин фон Ланценауэром и начальником отдела 1-А полка Бранденбург-800 капитаном Вульберсом, но в связи с тем, что лётчики не могли ночью точно выбросить десант в намеченный район, операция не была осуществлена.
В сентябре 1942 года с предполагаемым наступлением немецкой армии на Кавказе, мной была разработана операция по захвату в тылу советской армии т. н. «Крестового переулка» на участке Военно-Грузинской дороги в районе Чертова моста, которая заключалась в следующем.
Перед наступлением немецкой армии на гор. Дзауджикау 4-я рота должна была быть выброшена десантом в тыл советской армии в район «Крестового переулка», в одно из самых стратегических мест Военно-Грузинской дороги, где уничтожить стоящий там гарнизон советской армии и захватить Чертов мост. После захвата данного участка дороги, советской армии были бы отрезаны пути отступления на гор. Тбилиси и её снабжение. Выполнение 4-й ротой данной операции обеспечивало немецкой армии быстрый разгром советских войск на Военно-Грузинской дороге и беспрепятственное продвижение на гор. Тбилиси. В связи с тем что наступление было отменено, данная операция проведена не была".
С января по апрель 1943 года он служил командиром 14-й роты 4-го полка «Бранденбург-800» в дер. Кранн близ города Бранденбург и по май 1943 года — в городе Штендал и весь этот период занимался доукомплектованием и обучением личного состава. С мая по июль 1943 года командованием дивизии был командирован в различные города для вербовки из числа немцев-добровольцев в дивизию «Бранденбург-800». Всего за этот период времени им было завербовано 150 человек. В августе 1943 года Киршнер из дивизии «Бранденбург-800» был переведён на работу в Абвер 2 и начальником отдела «2-А» майором Абсхагеном направлен в абвер-школу при полку «Курфюрст» в Бранденбург. До конца августа 1943 года он был в школе, обучался разведывательной, контрразведывательной и диверсионной деятельности в тылу противника в группе «Юг-Восток». По окончании школы Киршнер в конце сентября 1943 года был направлен начальником абверотделения в Естов на албано-югославской границе с заданием организовать борьбу с партизанским движением на территории Албании. По прибытии в Естов он установил связь с албанскими националистическими бандами в Албании, снабжал их оружием, продовольствием и их силами боролся с партизанским движением, а также подбирал кандидатуры на вербовку из албанцев. В конце октября 1943 года Киршнер был ранен и до сентября 1944 года находился на излечении в Германии".

## После войны
Герман Киршнер был арестован 22 июня 1949 года сотрудниками 2-го Главного управления МГБ СССР. На основании п d 1 ст 2 Закона № 10 Контрольного совета в Германии (за принадлежность к организации, объявленной преступной Международным военным трибуналом) по решению Особого совещания при МГБ СССР от 1 октября 1949 года заключён на 25 лет тюремного заключения. Наказание отбывал до 1955 года в Унислаге. Указом Президиума Верховного Совета СССР от 28 сентября 1955 года Киршнер 16 октября 1955 года был досрочно освобождён из мест заключения и репатриирован в ГДР. В 1977 году проживал в немецком городе Кемпене Дальнейшая судьба неизвестна.